# 大石头林业局
大石头林业局是一个位于中华人民共和国吉林省延边朝鲜族自治州敦化市的类似乡级单位，亦是长白山森工集团所属的一个林业局。
长白山森工集团大石头林业有限公司（大石头林业局）位于吉林省东部，长白山北麓，跨越安图、敦化两县市。于1931年开发，1952年建局，总经营面积257527.7公顷，有林地面积238691.41公顷，森林覆盖率90.8%。

## 行政区划
大石头林业局下辖以下单位：
刘生店林场、大石头林场、万宝林场、西北岔林场、鱼亮子林场、小荒沟林场、新合林场、黎明林场、和平林场、大荒沟林场、沟口林场、沙河源林场、东石河林场、东明林场和青林子林场。